# Mesida thorelli
Mesida thorelli är en spindelart som först beskrevs av John Blackwall 1877.  Mesida thorelli ingår i släktet Mesida och familjen käkspindlar.
Artens utbredningsområde är Seychellerna. Utöver nominatformen finns också underarten M. t. mauritiana.